# Willy Kambwala
Willy Kambwala, né le 25 août 2004 à Kinshasa, est un footballeur franco-congolais évoluant au poste de défenseur central à Villarreal CF.

## Biographie
Né à Kinshasa en République démocratique du Congo, Willy Kambwala arrive en France à l'âge de cinq ans. Il acquiert la nationalité française le 16 juin 2017, par l'effet collectif attaché à la naturalisation de ses parents.
Il débute le football aux Ulis avant d'intégrer le centre de formation du FC Sochaux-Montbéliard où il signe un contrat d'aspirant jusqu'en juin 2021. En octobre 2020, il quitte le club franc-comtois pour rejoindre Manchester United contre quatre millions d'euros (bonus inclus).
En décembre 2023, il fait ses débuts en Premier League en étant titulaire contre West Ham (défaite 2-0),. 
Le 15 juillet 2024, Kambwala signe avec le club espagnol du Villarreal CF pour cinq ans contre une indemnité de 10 millions d'euros et une clause de rachat du club mancunien.

## Statistiques
| Saison                | Club                  | Championnat           | Championnat | Championnat | Championnat | Coupe(s) nationale(s) | Coupe(s) nationale(s) | Coupe(s) nationale(s) | Compétition(s) continentale(s) | Compétition(s) continentale(s) | Compétition(s) continentale(s) | Compétition(s) continentale(s) | Total | Total | Total |
| Saison                | Club                  | Division              | M.          | B.          | P.d.        | M.                    | B.                    | P.d.                  | Comp.                          | M.                             | B.                             | P.d.                           | M.    | B.    | P.d.  |
| 2023-2024             | Manchester United     | Premier League        | 8           | 0           | 0           | 2                     | 0                     | 0                     | C1                             | -                              | -                              | -                              | 10    | 0     | 0     |
| 2024-2025             | Villarreal CF         | LaLiga                | 19          | 0           | 0           | 2                     | 0                     | 0                     | -                              | -                              | -                              | -                              | 21    | 0     | 0     |
| Total sur la carrière | Total sur la carrière | Total sur la carrière | 27          | 0           | 0           | 4                     | 0                     | 0                     | -                              | 0                              | 0                              | 0                              | 31    | 0     | 0     |

## Palmarès
| Manchester United (1)                          |
| ---------------------------------------------- |
| - Coupe d'Angleterre (1) : - Vainqueur en 2024 |